# Loxosceles panama
Loxosceles panama là một loài nhện trong họ Sicariidae.
Loài này thuộc chi Loxosceles. Loxosceles panama được miêu tả năm 1958 bởi Gertsch.